# Minori Chihara Birthday Live 2012
『Minori Chihara Birthday Live 2012』（ミノリ チハラ ライブ バースデイ ライブ にせんじゅうに）は、2012年11月18日にさいたまスーパーアリーナで開催された茅原実里のコンサート。

## 概要
誕生日当日のバースデイライブとしては、2007年11月18日に原宿アストロホールで開催された『i melody 〜Minori Chihara Birthday Live 2007〜』以来5年ぶり。
本コンサートの開催は、2012年8月4日、8月5日に河口湖ステラシアターで開催された『Minori Chihara Live 2012 "SUMMER CAMP 4"』で発表された。
開催されたさいたまスーパーアリーナの最寄り駅のさいたま新都心駅に期間限定で本コンサートの告知横断幕、ポスターが掲載された。また、2012年10月20日から10月26日まで渋谷、秋葉原で『茅原実里トラック』が運行された。
2012年10月18日にニコニコ生放送で『茅原実里 バースデーライブ開催記念特番』が放送された。番組前半は2012年6月16日、6月17日に幕張メッセ イベントホールで開催された『アニメロミックス Presents Minori Chihara Live 2012 ULTRA-Formation/PARTY-Formation supported by JOYSOUND×UGA』のライブ映像、後半は鷲崎健と共にトークコーナーを行った。
2012年11月6日に本コンサートのスタッフブログが開設された。コンサートスタッフ、バンドメンバーなどがブログを更新した。
コンサート当日にライブ衣装展示会がさいたまスーパーアリーナBゲート内で開催された。展示会で展示された衣装は、『i melody 〜Minori Chihara Birthday Live 2007〜』、『Minori Chihara 1st Live Tour 2008 〜Contact〜』、『Minori Chihara Live Tour 2009 〜Parade〜』、『Minori Chihara Live 2009 Final』、『Minori Chihara Countdown Live 2009-2010』、『Minori Chihara Live Tour 2010 〜Sing All Love〜』、『Minori Chihara Live Tour 2011 〜Key for Defection〜』、『Minori Chihara Acoustic Live 2011』、『Minori Chihara Live 2011 Final』、『Minori Chihara Countdown Live 2011-2012』、『Minori Chihara Live Tour 2012 〜D-Formation〜』、『Minori Chihara Live 2012 ULTRA-Formation/PARTY-Formation』で着用された衣装が展示された。
コンサートグッズとして、2011年8月5日、8月6日、8月7日に河口湖ステラシアターで開催された『Minori Chihara Live 2011 "SUMMER CAMP 3"』以来に「焼きドーナッツ」が販売された。「焼きドーナッツ」には萌えみのりが使用されている。パッケージイラストには鹿角の萌えみのりと茅原が描かれている。イラストは鹿角の萌えみのりのキャラクターデザインを手掛けた玖珂つかさが手掛けている。
JOYSOUNDとのコラボキャンペーンとして「TERMINATED」、「Paradise Lost」、「HYPER NEW WORLD」、「Best mark smile」の『うたスキ』コラボ動画を撮影投稿する内容で、抽選で50組が本コンサートに無料招待された。
本コンサートでNOTTV、100%ヒッツ!スペースシャワーTVプラスで本コンサートの特別番組の放送、2013年3月13日に自身初のカップリングベストアルバム『Minori Chihara B-side Collection』の発売を発表した。
本コンサートのライブグッズとしてチャリティーグッズのリストバンドが販売され、売り上げは2011年3月11日の東日本大震災の義援金として『STAND UP! JAPAN 中央共同募金会』に寄付された。
本コンサートの模様を収録したBlu-ray Disc、DVDが2013年6月26日に発売された。

## 当日のステージ
純白の衣装を着用して「純白サンクチュアリィ」を歌唱した。既存のオリジナルアルバムのメドレーとして「Contact」、「詩人の旅」、「truth gift」の『Contactメドレー』、「透明パークにて」、「Voyafer train」、「everlasting...」の『Paradeメドレー』、「Final Moratorium」、「雨音のベール」、「sing for you」の『Sing All Loveメドレー』を披露した。
2010年8月7日、8月8日に河口湖ステラシアターで開催された『Minori Chihara Live 2010 "SUMMER CAMP 2"』以来に「負けない〜一途バージョン〜」を披露した。歌唱中は声優デビュー当時の事を想いながら歌ったと語っている。
2004年12月22日にキングレコードから発売されたオリジナルアルバム『HEROINE』に収録された「魔女っ子メグちゃん」の歌唱時に当時製作したPV映像をスクリーンに流しながら歌唱披露した。
アンコール後の1曲目に披露された「La la la☆」は、秋葉原で路上ライブを行っていた時に2005年4月10日にLIVE GATE TOKYOで開催された『デビュー1周年記念イベント 〜minorin★春祭り2005〜』の為に製作された曲である。「少しずつ前に向かって歩く」という想いが込められている。なお、この曲をコンサートで披露したのは2006年11月18日にLIVE GATE TOKYOで開催された『LOVE LIVE 2006 〜Minori Chihara Birthday〜』以来。
アンコール後の「Lush march!!」、「Tomorrow's chance」、ダルブアンコール後の「Freedom Dreamer」では須藤賢一、岩田ガンタ康彦、加藤大祐がゲストとして登場し演奏に参加し、ツインドラム、ツインキーボード、トリブルギター、ベース、ヴァイオリンの構成で披露された。
「Lush march!!」の演奏直前にサプライズとしてファンから「ハッピーバースデー」の歌唱が行われた。なお、会場入場時にスタッフからバースデーサプライズ企画として企画紙と白のサイリュームが配布された。

## 出演
| 名前           | 担当      |
| -------------- | --------- |
| 茅原実里       | Vocal     |
| 山本直哉       | Bass      |
| 室屋光一郎     | Violin    |
| 鍋嶋圭一       | Guitar    |
| 馬場一人       | Guitar    |
| 加藤大祐       | Guitar    |
| 寺田志保       | Keyboards |
| 須藤賢一       | Keyboards |
| 髭白健         | Drums     |
| 岩田ガンタ康彦 | Drums     |

## セットリスト
| 01 | 純白サンクチュアリィ                              |
| 02 | 君がくれたあの日                                  |
| 03 | Secret Season 〜桜色の恋人〜                      |
| 04 | Best mark smile                                   |
| 05 | Contact（Contactメドレー）                        |
| 06 | 詩人の旅（Contactメドレー）                       |
| 07 | truth gift（Contactメドレー）                     |
| 08 | 透明パークにて（Paradeメドレー）                  |
| 09 | Voyager train（Paradeメドレー）                   |
| 10 | everlasting...（Paradeメドレー）                  |
| 11 | Final Moratorium（Sing All Loveメドレー）         |
| 12 | 雨音のベール（Sing All Loveメドレー）             |
| 13 | sing for you（Sing All Loveメドレー）             |
| 14 | Prism in the name of hope（アコースティックVer.） |
| 15 | サクラピアス（アコースティックVer.）              |
| 16 | Melty tale storage                                |
| 17 | 暁月夜                                            |
| 18 | SELF PRODUCER                                     |
| 19 | HYPER NEW WORLD                                   |
| 20 | 負けない〜一途バージョン〜                        |
| 21 | 魔女っ子メグちゃん                                |
| 22 | Dream Wonder Formation                            |
| 23 | ZONE//ALONE                                       |
| 24 | TERMINATED                                        |
| 25 | Paradise Lost                                     |
| 26 | 生まれる明日のメロディ                            |
|    | アンコール                                        |
| 27 | La la la☆                                         |
| 28 | Lush march!!                                      |
| 29 | Tomorrow's chance                                 |
| 30 | ひとひらの願い                                    |
|    | ダブルアンコール                                  |
| 31 | Freedom Dreamer                                   |

## 会場先行販売CD
2012年11月22日にL-MARTから発売。2012年11月18日に開催された『Minori Chihara Birthday Live 2012』で先行販売された。
ライブ・アルバムとしては、前作『Minori Chihara Live Tour 2011 〜Key for Defection〜 LIVE CD+PHOTO BOOK』以来の1年ぶりのリリースである。
『Minori Chihara 1st Live Tour 2008 〜Contact〜』から『Minori Chihara Live 2012 ULTRA-Formation/PARTY-Formation』までの音源が収録されている。なお、音源は全曲シームレスに繋がっている。
ディスクジャケットは、既存のライブ映像作品のジャケットで構成されている。
収録曲
1. Contact（08.3.23 Contactツアー追加公演 品川プリンスホテル ステラボール） [3:56]
2. 詩人の旅（08.3.23 Contactツアー追加公演 品川プリンスホテル ステラボール） [4:25]
3. Lush march!!（09.3.22 Paradeツアー追加公演 パシフィコ横浜 国立大ホール） [4:44]
4. Voyager train（09.3.22 Paradeツアー追加公演 パシフィコ横浜 国立大ホール） [5:22]
5. 花束（09.3.22 Paradeツアー追加公演 パシフィコ横浜 国立大ホール） [6:34]
6. Final Moratorium（10.5.30 Sing All Loveツアー追加公演 日本武道館） [5:12]
7. 純白サンクチュアリィ（10.5.30 Sing All Loveツアー追加公演 日本武道館） [4:55]
8. 君がくれたあの日（10.8.8 SUMMER CAMP2 河口湖ステラシアター） [5:34]
9. Paradise Lost（11.5.2 Key for Defectionツアー ZeppTokyo） [5:09]
10. Perfect energy（11.8.7 SUMMER CAMP3 河口湖ステラシアター） [4:19]
11. 暁月夜（12.6.16 ULTRA-Formation 幕張メッセイベントホール） [6:12]
12. HYPER NEW WORLD（12.6.17 PARTY-Formation 幕張メッセイベントホール） [5:23]
13. Contact 13th（08.3.23 Contactツアー追加公演 品川プリンスホテル ステラボール） [6:34]
14. sing for you（10.5.30 Sing All Loveツアー追加公演 日本武道館） [6:41]

## テレビ特別番組

### NOTTV
2012年12月23日にNOTTVで放送された。NOTTVによるオリジナル編集番組であり、ライブ本編、コンサート当日のメイキング映像、インタビューの構成となっている。
ライブ本編放送内容
| 01 | 純白サンクチュアリィ                              |
| 02 | 君がくれたあの日                                  |
| 03 | Secret Season 〜桜色の恋人〜                      |
| 04 | Best mark smile                                   |
| 05 | Contact                                           |
| 06 | 透明パークにて                                    |
| 07 | Final moratorium                                  |
| 08 | Prism in the name of hope（アコースティックVer.） |
| 09 | サクラピアス（アコースティックVer.）              |
| 10 | Melty tale storage                                |
| 11 | 暁月夜                                            |
| 12 | SELF PRODUCER                                     |
| 13 | HYPER NEW WORLD                                   |
| 14 | Dream Wonder Formation                            |
| 15 | ZONE//ALONE                                       |
| 16 | TERMINATED                                        |
| 17 | Paradise Lost                                     |
| 18 | 生まれる明日のメロディ                            |
| 19 | Lalala☆                                           |
| 20 | Lush march!!                                      |

### 100%ヒッツ!スペースシャワーTVプラス
2013年1月13日に100%ヒッツ!スペースシャワーTVプラスで放送された。ライブ本編、コンサート当日のメイキング映像が放映された。
ライブ本編放送内容
| 01 | 純白サンクチュアリィ                              |
| 02 | 君がくれたあの日                                  |
| 03 | Secret Season 〜桜色の恋人〜                      |
| 04 | Best mark smile                                   |
| 05 | Contact                                           |
| 06 | 詩人の旅                                          |
| 07 | truth gift                                        |
| 08 | 透明パークにて                                    |
| 09 | Voyager train                                     |
| 10 | everlasting...                                    |
| 11 | Final Moratorium                                  |
| 12 | sing for you                                      |
| 13 | Prism in the name of hope（アコースティックVer.） |
| 14 | サクラピアス（アコースティックVer.）              |
| 15 | Melty tale storage                                |
| 16 | 暁月夜                                            |
| 17 | SELF PRODUCER                                     |
| 18 | HYPER NEW WORLD                                   |
| 19 | Dream Wonder Formation                            |
| 20 | ZONE//ALONE                                       |
| 21 | TERMINATED                                        |
| 22 | Paradise Lost                                     |
| 23 | 生まれる明日のメロディ                            |
| 24 | Lalala☆                                           |

### BSフジ
2013年4月28日にBSフジで放送された。ライブ本編、コンサート当日のメイキング映像が放映された。
ライブ本編放送内容
| 01 | 純白サンクチュアリィ                 |
| 02 | Secret Season 〜桜色の恋人〜         |
| 03 | Best mark smile                      |
| 04 | Contact                              |
| 05 | 詩人の旅                             |
| 06 | truth gift                           |
| 07 | Voyager train                        |
| 08 | everlasting...                       |
| 09 | Final Moratorium                     |
| 10 | sing for you                         |
| 11 | サクラピアス（アコースティックVer.） |
| 12 | Melty tale storage                   |
| 13 | 暁月夜                               |
| 14 | SELF PRODUCER                        |
| 15 | HYPER NEW WORLD                      |
| 16 | Dream Wonder Formation               |
| 17 | ZONE//ALONE                          |
| 18 | TERMINATED                           |
| 19 | Paradise Lost                        |
| 20 | 生まれる明日のメロディ               |

## Blu-ray Disc、DVD
2013年6月26日発売。特典映像として舞台裏などを収録したメイキング映像「The Making of "HAPPY BIRTHDAY"」が収録されている。

### 収録内容
| DISC1    | DISC1                                                                      |
| -------- | -------------------------------------------------------------------------- |
| 01       | 純白サンクチュアリィ                                                       |
| 02       | 君がくれたあの日                                                           |
| 03       | Secret Season 〜桜色の恋人〜                                               |
| 04       | Best mark smile                                                            |
| 05       | MC1                                                                        |
| 06       | Contactメドレー （Contact 〜 詩人の旅 〜 truth gift）                      |
| 07       | Paradeメドレー （透明パークにて 〜 Voyagar train 〜 everlasting...）       |
| 08       | Sing All Loveメドレー （Final Moratorium 〜 雨音のベール 〜 sing for you） |
| 09       | MC2                                                                        |
| 10       | Prism in the name of hope                                                  |
| 11       | サクラピアス                                                               |
| 12       | MC3                                                                        |
| 13       | Melty tale storage                                                         |
| 14       | 暁月夜                                                                     |
| 15       | Instrumental                                                               |
| 16       | SELF PRODUCER                                                              |
| 17       | HYPER NEW WORLD                                                            |
| DISC2    |                                                                            |
| 18       | MC4                                                                        |
| 19       | 負けない〜一途バージョン〜                                                 |
| 20       | MC5                                                                        |
| 21       | 魔女っ子メグちゃん                                                         |
| 22       | Dream Wonder Formation                                                     |
| 23       | ZONE//ALONE                                                                |
| 24       | TERMINATED                                                                 |
| 25       | Paradise Lost                                                              |
| 26       | MC6                                                                        |
| 27       | 生まれる明日のメロディ                                                     |
| ENCORE   |                                                                            |
| 28       | La la la☆                                                                  |
| 29       | MC7 〜サプライズ                                                           |
| 30       | Lush march!!                                                               |
| 31       | Tomorrow's chance                                                          |
| 32       | MC8                                                                        |
| 33       | ひとひらの願い                                                             |
| W-ENCORE |                                                                            |
| 34       | Freedom Dreamer                                                            |